# میراث طبیعی ایران

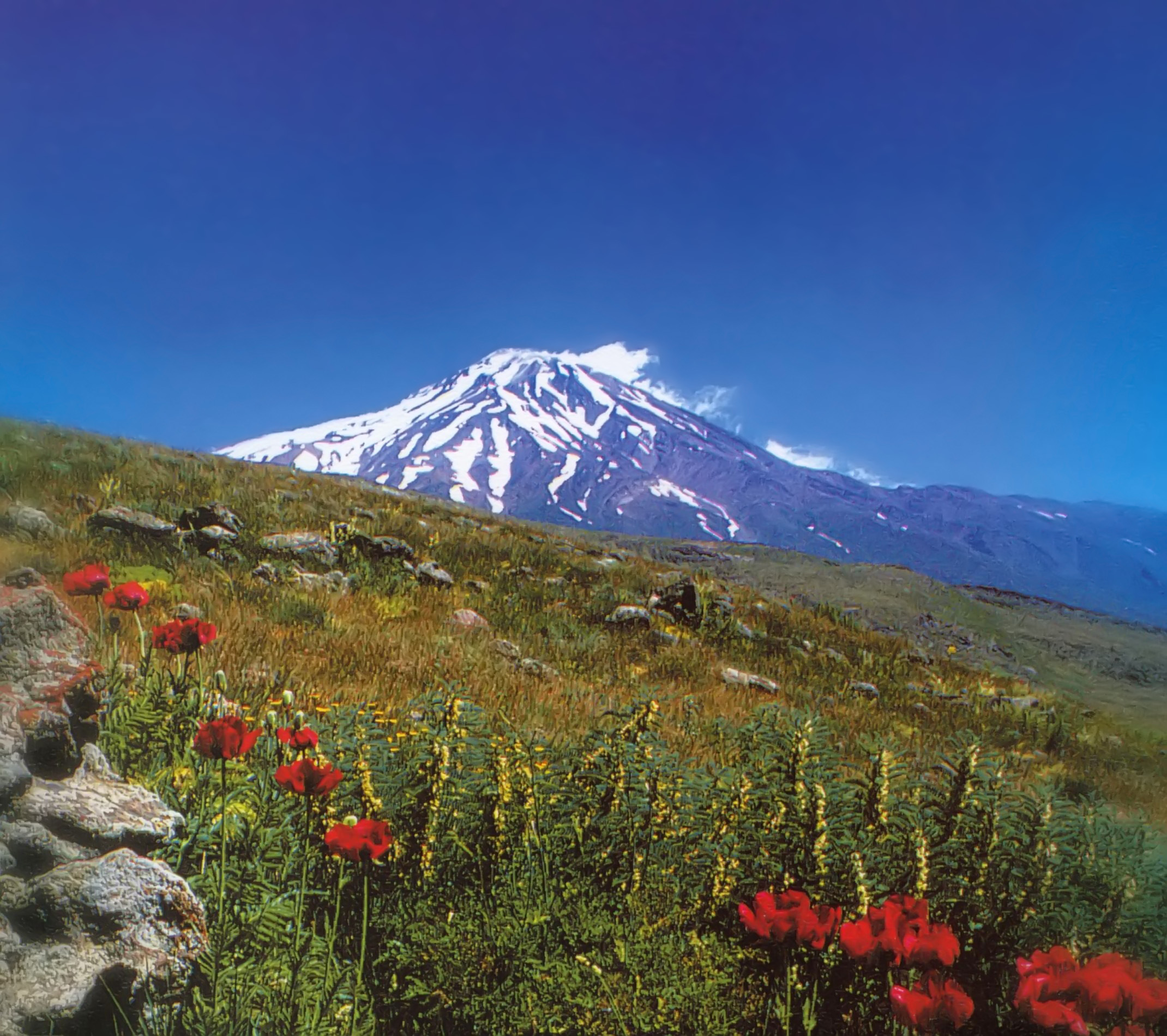
کوه دماوند اولین میراث طبیعی ثبت شده در تهران

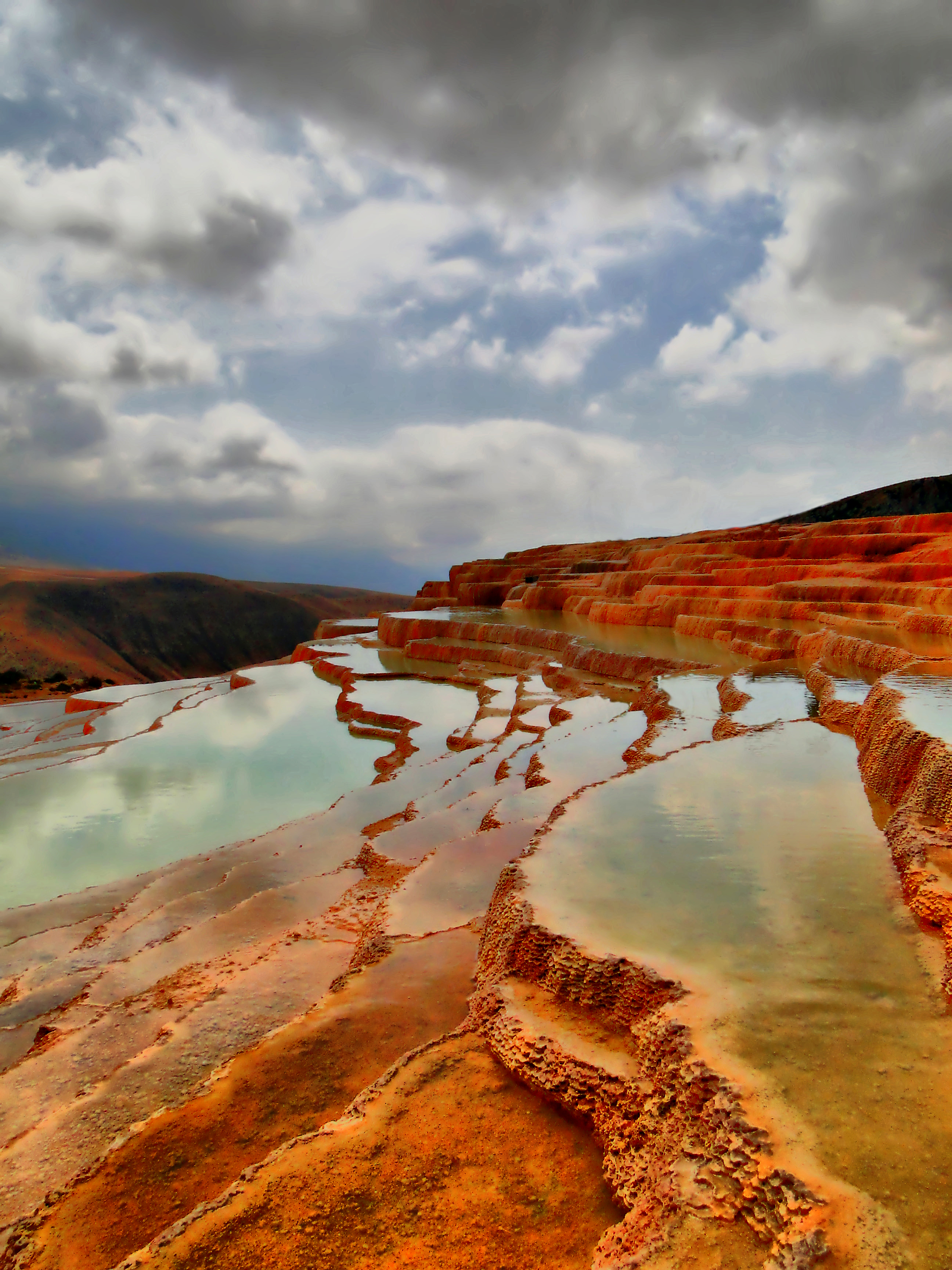
چشمه باداب سورت ساری دومین میراث طبیعی ملی ثبت شده در ساری

میراث طبیعی ملی ایران توسط سازمان میراث فرهنگی ایران شناسایی، معرفی و ثبت می‌شود و شامل محدوده‌های جغرافیایی طبیعی و مناطق خاصی از کشور است که به علت کیفیت ویژهٔ فیزیکی و زیست‌شناسی، مناظر بدیع جغرافیایی، محوطه‌های طبیعی – تاریخی، پدیده‌ها و نمونه‌های ارزشمند گیاهی، جانوری و زیستگاه‌های آن‌ها تعیین و تحت حفاظت و بهره‌برداری پایدار قرار می‌گیرد.
همچنین بقایای زمین‌شناسی و محوطه‌های برآمده از آن و آنچه از تبادل انسان با طبیعت به وجود آمده، مناطق جغرافیایی حفاظت‌شده، آثار زیستی و جانوری و … را نیز شامل می‌شود. کوه دماوند در آمل اولین میراث طبیعی و باداب سورت ساری در ساری دومین میراث طبیعی ملی ثبت شده ایران است.
ثبت میراث طبیعی ایران در راستای اجرای تبصره ماده ۲ قانون تشکیل سازمان میراث فرهنگی مصوب ۲۳ دی ماه سال ۱۳۸۲ و آئین‌نامه اجرایی قانون مذکور مصوب هیئت وزیران بوده که در ۲۵ دی ۱۳۸۶ تدوین شده و اولین اثر ثبت شده (کوه دماوند) در ۱۳ تیر ۱۳۸۷ عملاً به ثبت رسید.

## ثبت جهانی میراث طبیعی ایران
بیابان لوت به عنوان اولین میراث طبیعی کشورمان در فهرست جهانی یونسکو در ۲۷ تیرماه ۱۳۹۵ ثبت شده است.

## فهرست میراث طبیعی ملی ایران
فهرست میراث طبیعی ایران ثبت شده؛ به ترتیب شماره و تاریخ ثبت و با تفکیک استان همراه با نشانی مکان:
| شماره ثبت | تاریخ ثبت  | نام اثر                                        | استان                        | نشانی |
| --------- | ---------- | ---------------------------------------------- | ---------------------------- | --- |
| ۱         | ۱۳۸۷/۰۴/۱۳ | کوه دماوند                                     | مازندران                     | شهرستان آمل - بخش لاریجان - دهستان بالا لاریجان - قله مشرف به شهر رینه وروستاهای اسک، گزنک، پلور و ناندل                                                  |
| ۲         | ۱۳۸۷/۰۴/۱۶ | چشمه باداب سورت ساری                           | مازندران                     | شهر ساری - بخش چهار دانگه - دهستان پشت کوه - ارتفاعات ما بین روستاهای ارست و مالخاست                                                                      |
| ۳         | ۱۳۸۷/۰۴/۱۶ | سرو ابرکوه                                     | یزد                          | شهرابرکوه - میدان امام حسین - خ نظامیه - میدان میراث -خ سرو                                                                                               |
| ۴         | ۱۳۸۷/۰۸/۲۵ | سرو مهرگان                                     | خراسان شمالی                 | شهراسفراین - ۲۰۰متری شمال غربی میدان پهلوان کشوری |
| ۵         | ۱۳۸۷/۱۰/۰۲ | چنارهای پیر کمربسته                            | همدان                        | شهرستان تویسرکان - بخش مرکزی - شهر سرکان |
| ۶         | ۱۳۸۷/۱۰/۰۲ | چنار مسجد باغوار                               | همدان                        | شهر تویسرکان - بخش مرکزی - میدان امام - کوچه باغوار - مسجد باغوار                                                                                         |
| ۷         | ۱۳۸۷/۱۰/۰۲ | محدوده سرچشمه هرات                             | یزد                          | شهرستان خاتم - بخش مرکزی - شهر هرات - جاده سرچشمه - ۵۰۰ متری شهر هرات                                                                                     |
| ۸         | ۱۳۸۷/۱۰/۰۲ | کوه ارنان                                      | یزد                          | شهرستان مهریز - بخش مرکزی - دهستان ارنان - روستای سرو ارنان، کوه ارنان                                                                                    |
| ۹         | ۱۳۸۷/۱۰/۰۲ | سرو منگاباد                                    | یزد                          | شهرستان مهریز - بخش مرکزی - شهر مهریز - خیابان انقلاب - محله منگاباد - پارک سرو                                                                           |
| ۱۰        | ۱۳۸۷/۱۰/۰۲ | چنار کرخنگان                                   | یزد                          | شهرستان خاتم - بخش مروست - دهستان ایثار - روستای کرخنگان - مظهر چشمه کر                                                                                   |
| ۱۱        | ۱۳۸۷/۱۰/۰۲ | چنار تنگ چنار                                  | یزد                          | شهرستان مهریز - بخش مرکزی - دهستان تنگ چنار - روستای تنگ چنار - کنار مسجد جامع                                                                            |
| ۱۲        | ۱۳۸۷/۱۰/۰۲ | محدوده کوهریگ                                  | یزد                          | شهرستان مهریز - بخش مرکزی - شهر مهریز - محله بغداد آباد                                                                                                   |
| ۱۳        | ۱۳۸۷/۱۰/۰۲ | چشمه معدنی سودکلا                              | مازندران                     | شهر ساری - بخش دودانگه - دهستان بنافت - روستای سودکلا |
| ۱۴        | ۱۳۸۷/۱۰/۰۲ | غارهای آهکی سودکلا                             | مازندران                     | شهر ساری - بخش دودانگه - دهستان بنافت - روستای سودکلاپ |
| ۱۵        | ۱۳۸۷/۱۰/۰۳ | پارک ملی گلستان                                | گلستان                       | شهرستان مینودشت - بخش مرکزی - شهر مینودشت |
| ۱۶        | ۱۳۸۷/۱۰/۰۳ | جنگلهای سری یک شصت کلاته                       | گلستان                       | شهرستان گرگان - بخش مرکزی - شهر گرگان |
| ۱۷        | ۱۳۸۷/۱۰/۰۳ | جنگلهای حوزه ۴۶ کجور                           | مازندران                     | شهرستان نوشهر - بخش مرکزی و کجور - دهستان‌های کجور و خیر و دکنار - جنگل‌های حوزه ۴۶ کجور                                                                    |
| ۱۸        | ۱۳۸۷/۱۰/۰۳ | جنگلهای ۲۰۰۰ و ۳۰۰۰                            | مازندران                     | شهرستان تنکابن - بخش خرم‌آباد - شهر خرم‌آباد - جنگلهای ۲۰۰۰ و ۳۰۰۰                                                                                          |
| ۱۹        | ۱۳۸۷/۱۰/۰۳ | جنگلهای حوزه ۱۴ قلعه رودخان و حوزه ۱۵ ماسوله   | گیلان                        | شهرستان فومن - بخش‌های سردار جنگل و مرکزی - شهر ماسوله - دهستان گوراب پس - روستای قلعه دهنه - جنگل‌های حوزه ۱۴ و ۱۵                                         |
| ۲۰        | ۱۳۸۷/۱۰/۰۳ | جنگلهای حوزه یک آستاراچای                      | گیلان                        | شهرستان آستارا - بخش مرکزی - دهستان حیران - جنگل‌های حوزه آستارا چای                                                                                       |
| ۲۱        | ۱۳۸۷/۱۰/۱۵ | آبشار گنجنامه                                  | همدان                        | شهرستان همدان - شهر همدان - جاده عباس‌آباد - گنجنامه |
| ۲۲        | ۱۳۸۷/۱۰/۱۵ | درخت توت کهنسال روستای امزاجرد                 | همدان                        | شهرستان همدان - بخش مرکزی - دهستان هگمتانه - روستای امزاجرد                                                                                               |
| ۲۳        | ۱۳۸۷/۱۰/۱۵ | غار علیصدر                                     | همدان                        | شهرستان کبودرآهنگ - بخش گل تپه - دهستان علی‌صدر - روستای علی‌صدر                                                                                            |
| ۲۴        | ۱۳۸۷/۱۰/۱۵ | درخت توت کهنسال امامزاده محسن (کوه)            | همدان                        | شهرستان همدان - بخش مرکزی - دهستان الوند کوه غربی - روستای وفرجین                                                                                         |
| ۲۵        | ۱۳۸۷/۱۰/۱۵ | درخت توت کهنسال امامزاده حسین                  | همدان                        | شهرستان همدان - شهر همدان - میدان امام خمینی - خیابان شهدا                                                                                                |
| ۲۶        | ۱۳۸۷/۱۱/۲۷ | هرباریوم وزارت جهاد کشاورزی (ایران)            | تهران                        | شهر تهران - بزرگراه شهید چمران - خیابان یمن - مؤسسه تحقیقات گیاه پزشکی کشور - ساخنمان موزه ط ۳                                                            |
| ۲۷        | ۱۳۸۷/۱۱/۲۷ | درخت چنار کهنسال روستای کتلی                   | خراسان شمالی                 | شهرستان جاجرم - بخش جلگه شوقان - دهستان طبر - روستای کتلی                                                                                                 |
| ۲۸        | ۱۳۸۷/۱۱/۲۷ | درخت چنار کهنسال روستای اسفجیر                 | خراسان شمالی                 | شهرستان فاروج - بخش مرکزی - دهستان خبوشان - روستای اسفجیر                                                                                                 |
| ۲۹        | ۱۳۸۷/۱۱/۲۷ | درخت چنار کهنسال روستای چناران                 | خراسان شمالی                 | شهرستان بجنورد - بخش مرکزی - دهستان بابا امان - روستای چناران                                                                                             |
| ۳۰        | ۱۳۸۷/۱۱/۲۷ | درخت چنار کهنسال روستای مهنان                  | خراسان شمالی                 | شهرستان بجنورد - بخش مرکزی - دهستان آلا داغ - روستای مهنان                                                                                                |
| ۳۱        | ۱۳۸۷/۱۲/۲۶ | سراب گیان                                      | همدان                        | شهرستان نهاوند - شهر گیان |
| ۳۲        | ۱۳۸۷/۱۲/۲۶ | سراب گاماسیاب                                  | همدان                        | شهرستان نهاوند - بخش مرکزی - دهستان گاماسیاب - روستای ور آینه و ده حیدر                                                                                   |
| ۳۳        | ۱۳۸۷/۱۲/۲۶ | غار گاماسیاب                                   | همدان                        | شهرستان نهاوند - بخش مرکزی - دهستان گاماسیاب - روستای ور آینه و ده حیدر                                                                                   |
| ۳۴        | ۱۳۸۷/۱۲/۲۶ | تالاب پیر سلمان                                | همدان                        | شهرستان اسدآباد - بخش مرکزی - دهستان پیر سلمان - روستای لک لک                                                                                             |
| ۳۵        | ۱۳۸۸/۰۸/۲۵ | چنار کهنسال چنار ناز                           | یزد                          | شهرستان خاتم - بخش مروست - دهستان ایثار - روستای چنار ناز                                                                                                 |
| ۳۶        | ۱۳۸۸/۰۸/۲۵ | آبگیر فصلی قدیر اژدها                          | یزد                          | شهرستان صدوق - بخش خضر آباد - دهستان ندوشن - روستای هفتهر                                                                                                 |
| ۳۷        | ۱۳۸۸/۰۸/۲۵ | غار خانه خدا                                   | یزد                          | شهرستان خاتم بخش مروست - دهستان ایثار - روستای چنار ناز - دامنه شرقی کوه سفید                                                                             |
| ۳۸        | ۱۳۸۸/۰۸/۲۵ | درخت کهنسال بنه روستای چنار ناز                | یزد                          | شهرستان خاتم - بخش مروست - دهستان ایثار - روستای چنار ناز                                                                                                 |
| ۳۹        | ۱۳۸۸/۰۸/۲۵ | درخت کهنسال پده روستای هارونی                  | یزد                          | شهرستان ابرکوه - بخش بهمن - دهستان اسفندار - روستای هارونی                                                                                                |
| ۴۰        | ۱۳۸۸/۰۸/۲۵ | سرو کهنسال روستای چم                           | یزد                          | شهرستان تفت - بخش مرکزی - دهستان پیشکوه - روستای چم - کوچه آتشکده                                                                                         |
| ۴۱        | ۱۳۸۸/۰۸/۲۵ | غار بهار                                       | یزد                          | شهرستان صدوق - بخش خضر آباد - دهستان ندوشن - روستای هفتهر                                                                                                 |
| ۴۲        | ۱۳۸۸/۰۸/۲۵ | درخت کهنسال بنه بداف                           | یزد                          | شهرستان ابرکوه - بخش بهمن - دهستان مهر آباد - روستای بداف - منزل اکبر نیکخواه                                                                             |
| ۴۳        | ۱۳۸۸/۰۸/۲۵ | گردو اسپاخو                                    | خراسان شمالی                 | شهرستان مانه و سملقان - بخش سملقان - دهستان آلمه - روستای اسپاخو                                                                                          |
| ۴۴        | ۱۳۸۸/۰۸/۲۵ | چشمه مهنان                                     | خراسان شمالی                 | شهرستان بجنورد - بخش مرکزی - دهستان آلاداغ - روستای مهنان                                                                                                 |
| ۴۵        | ۱۳۸۸/۰۸/۲۵ | چشمه آبگرم ایوب                                | خراسان شمالی                 | شهرستان بجنورد - بخش گرمخان - دهستان گیفان - ۱۲۰۰ متری روستای ایوب                                                                                        |
| ۴۶        | ۱۳۸۷/۱۲/۲۷ | آبشار نوژیان                                   | لرستان                       | شهرستان خرم‌آباد - بخش پاپی - دهستان کشور - غرب روستای نوژیان                                                                                              |
| ۴۷        | ۱۳۸۷/۱۲/۲۷ | درخت کهنسال بنه شهنشاه ۲                       | لرستان                       | شهرستان خرم‌آباد -بخش مرکزی - دهستان کرگاه غربی - روستای گوشه طالقان                                                                                       |
| ۴۸        | ۱۳۸۷/۱۲/۲۷ | آبشار بیشه                                     | لرستان                       | شهرستان خرم‌آباد - بخش پاپی - دهستان سپید دشت - شرق روستای بیشه                                                                                            |
| ۴۹        | ۱۳۸۷/۱۲/۲۷ | درخت کهنسال زربین شهنشاه                       | لرستان                       | شهرستان خرم‌آباد - بخش مرکزی - دهستان کرگاه غربی - روستای گوشه طالقان                                                                                      |
| ۵۰        | ۱۳۸۷/۱۲/۲۷ | درخت کهنسال توت شهنشاه                         | لرستان                       | شهرستان خرم‌آباد - بخش مرکزی - دهستان کرگاه غربی - روستای گوشه طالقان                                                                                      |
| ۵۱        | ۱۳۸۷/۱۲/۲۷ | درخت کهنسال بنه شهنشاه ۱                       | لرستان                       | شهرستان خرم‌آباد - بخش مرکزی - دهستان کرگاه غربی - روستای گوشه طالقان                                                                                      |
| ۵۲        | ۱۳۸۷/۱۲/۲۷ | درخت کهنسال دارتی                              | لرستان                       | شهرستان خرم‌آباد - بخش مرکزی - دهستان کرگاه غربی - روستای دارتی                                                                                            |
| ۵۳        | ۱۳۸۷/۱۲/۲۷ | درخت چنار کهنسال طاق بستان                     | کرمانشاه                     | شهر کرمانشاه - میدان طاق بستان - جنب درب ورودی آثار تاریخی طاق بستان                                                                                      |
| ۵۴        | ۱۳۸۷/۱۲/۲۷ | غار قوری قلعه                                  | کرمانشاه                     | شهرستان روانسر - بخش شاهو- دهستان قوری قلعه - روستای قوری قلعه                                                                                            |
| ۵۵        | ۱۳۸۷/۱۲/۲۷ | سراب نیلوفر                                    | کرمانشاه                     | شهرستان کرمانشاه - بخش مرکزی - دهستان بالا دربند - روستای سراب نیلوفر                                                                                     |
| ۵۶        | ۱۳۸۷/۱۲/۲۷ | سراب جابری (جاوری)                             | کرمانشاه                     | شهرستان روانسر - بخش مرکزی - دهستان بدر - روستای جابری |
| ۵۷        | ۱۳۸۷/۱۲/۲۷ | سراب روانسر                                    | کرمانشاه                     | شهر روانسر - خیابان امام خمینی |
| ۵۸        | ۱۳۸۸/۰۵/۰۳ | سراب قوری قلعه                                 | کرمانشاه                     | شهرستان روانسر - بخش شاهو - دهستان قوری قلعه - روستای قوری قلعه                                                                                           |
| ۵۹        | ۱۳۸۸/۰۵/۰۳ | سراب یاوری                                     | کرمانشاه                     | شهرستان کرمانشاه - دهستان میان دربند - بخش مرکزی - روستای یاوری                                                                                           |
| ۶۰        | ۱۳۸۸/۰۲/۱۰ | میراث طبیعی - تاریخی خلیج فارس                 | خوزستان، بوشهر و هرمزگان     | خوزستان، بوشهر و هرمزگان |
| ۶۱        | ۱۳۸۸/۰۵/۰۳ | سراب کبوتر لانه                                | کرمانشاه                     | شهرستان کنگاور - بخش مرکزی - دهستان قزوینه - روستایر قره گزلو علیا                                                                                        |
| ۶۲        | ۱۳۸۸/۰۵/۰۳ | تالاب هشیلان                                   | کرمانشاه                     | شهرستان کرمانشاه - بخش مرکزی - دهستان میان دربند - روستای هشیلان                                                                                          |
| ۶۳        | ۱۳۸۸/۰۵/۰۳ | سراب دربند                                     | کرمانشاه                     | شهر صحنه - میدان ۱۲ شهریور - خیابان دربند - سراب دربند |
| ۶۴        | ۱۳۸۸/۰۵/۰۳ | چشمه بل                                        | کرمانشاه                     | شهرستان پاوه - بخش نوسود - دهستان سیروان - روستای هجیج بزرگ                                                                                               |
| ۶۵        | ۱۳۸۸/۰۵/۰۳ | منطقه حفاظت‌شده بیستون                          | کرمانشاه                     | شهرستان هرسین - بخش بیستون - دهستان سنقرآباد - منطقه حفاظت شدهٔ بیستون                                                                                     |
| ۶۶        | ۱۳۸۸/۰۵/۰۳ | سراب بیستون                                    | کرمانشاه                     | شهر هرسین - بخش بیستون - سراب بیستون |
| ۶۷        | ۱۳۸۸/۰۵/۰۳ | درخت گردو کهنسال ترخین آباد                    | همدان                        | شهرستان اسدآباد - بخش مرکزی - دهستان سید جمال‌الدین - روستای ترخین‌آباد                                                                                     |
| ۶۸        | ۱۳۸۸/۰۸/۲۵ | چنار کهنسال اسلامیه                            | یزد                          | شهرستان تفت - بخش مرکزی - دهستان پیشکوه - روستای اسلامیه                                                                                                  |
| ۶۹        | ۱۳۸۸/۰۸/۲۵ | سرو کهنسال دوقلوی مبارکه                       | یزد                          | شهرستان تفت - بخش مرکزی - دهستان پیشکوه - روستای مبارکه - کوچه پیر دو سرو                                                                                 |
| ۷۰        | ۱۳۸۸/۰۸/۲۵ | سرو کهنسال روستای حسینی                        | یزد                          | شهرستان تفت - بخش مرکزی - دهستان پیشکوه - روستای حسینی |
| ۷۱        | ۱۳۸۸/۰۷/۱۵ | دریاچه ولشت                                    | مازندران                     | شهرستان چالوس - بخش کلاردشت - دهستان بیرون بشم - روستای ولشت                                                                                              |
| ۷۲        | ۱۳۸۸/۰۷/۱۵ | تالاب لفانه ۱                                  | لرستان                       | شهرستان پل دختر - بخش مرکزی - دهستان جایدر - روستای ولیعصر                                                                                                |
| ۷۳        | ۱۳۸۸/۰۷/۱۵ | درخت چنار کهنسال قلعه نصیر ۱                   | لرستان                       | شهرستان پلدختر - بخش معولان - دهستان میانکوه شرقی - روستای قلعه نصیر                                                                                      |
| ۷۴        | ۱۳۸۸/۰۷/۱۵ | تالاب تکانه                                    | لرستان                       | شهرستان پلدختر - بخش مرکزی - دهستان جایدر - روستای ولیعصر                                                                                                 |
| ۷۵        | ۱۳۸۸/۰۷/۱۵ | آبشار سرکانه (هفت چشمه)                        | لرستان                       | شهرستان خرم‌آباد - بخش پاپی - دهستان گریت - روستای سرکانه                                                                                                  |
| ۷۶        | ۱۳۸۸/۰۷/۱۵ | درخت چنار کهنسال احمدآباد ۱                    | لرستان                       | شهرستان پلدختر - بخش معمولان - دهستان میانکوه شرقی - روستای احمدآباد                                                                                      |
| ۷۷        | ۱۳۸۸/۰۷/۱۵ | درخت چنار کهنسال احمدآباد ۲                    | لرستان                       | شهرستان پلدختر - بخش معمولان - دهستان میانکوه شرقی - روستای احمدآباد                                                                                      |
| ۷۸        | ۱۳۸۸/۰۷/۱۵ | درخت چنار کهنسال احمدآباد ۳                    | لرستان                       | شهرستان پلدختر - بخش معمولان - دهستان میانکوه شرقی - روستای احمدآباد                                                                                      |
| ۷۹        | ۱۳۸۸/۰۷/۱۵ | درخت چنار کهنسال قلعه نصیر ۲                   | لرستان                       | شهرستان پلدختر - بخش معمولان - دهستان میانکوه شرقی - روستای قلعه نصیر                                                                                     |
| ۸۰        | ۱۳۸۸/۰۷/۱۵ | درخت بلوط کهنسال احمدآباد                      | لرستان                       | شهرستان پلدختر - بخش معمولان - دهستان میانکوه شرقی - روستای احمدآباد                                                                                      |
| ۸۱        | ۱۳۸۸/۰۷/۱۵ | سراب بازکل                                     | لرستان                       | شهرستان پلدختر - بخش معمولان - دهستان میانکوه شرقی - روستای احمدآباد - پل زال                                                                             |
| ۸۲        | ۱۳۸۸/۰۷/۱۵ | هفت چشمه                                       | لرستان                       | شهرستان خرم‌آباد - بخش پاپی - دهستان گریت - روستای سرکانه                                                                                                  |
| ۸۳        | ۱۳۸۸/۰۷/۱۵ | سروهای کبوترخانه                               | خراسان شمالی                 | شهرستان اسفراین - بخش مرکزی - دهستان آذری - ۵۰۰ متری شرق روستای کبوترخانه                                                                                 |
| ۸۴        | ۱۳۸۸/۰۸/۲۵ | چشمه دیمه                                      | چهارمحال و بختیاری           | شهرستان کوهرنگ - روستای دیمه |
| ۸۵        | ۱۳۸۸/۰۸/۲۶ | منطقه حفاظت شده حرا                            | هرمزگان                      | شهرستان قشم - بخش مرکزی و شهاب |
| ۸۶        | ۱۳۸۸/۱۲/۱۵ | درخت چنار کهنسال امام زاده حسین                | البرز                        | |
| ۸۷        | ۱۳۸۸/۱۲/۱۵ | درخت ارس کهنسال شهرستانک                       | البرز                        | |
| ۸۸        | ۱۳۸۹/۱۱/۲۰ | گنبد نمکی جاشک (گنبد نمکی دشتی)                | بوشهر شهرستان دشتی           | شهرستان دشتی – شهر کاکی - ۱۵ کیلومتر بعد از شهر کاکی - سمت چپ روستای گنخک رئیسی (مرز دو شهرستان دشتی و دیر) شهرستان دیر - بخش بردخون - مجاورت روستای جاشک |
| ۸۹        | ۱۳۸۹/۱۱/۲۰ | دریاچه اوان                                    | قزوین                        | شهرستان قزوین - بخش رودبار الموت - دهستان الموت - روستای اوان                                                                                             |
| ۹۰        | ۱۳۸۹/۱۱/۲۰ | غار آویشو                                      | گیلان                        | شهرستان ماسال و شاندرمن - بخش شاندرمن - دهستان شاندرمن – روستای دهمرد                                                                                     |
| ۹۱        | ۱۳۸۹/۱۱/۲۰ | آبشار سمیرم                                    | اصفهان                       | شهرستان سمیرم - شهر سمیرم - شش کیلومتری شرق سمیرم - میدان ماندگار - بعد از بلوار آبشار                                                                    |
| ۹۲        | ۱۳۸۹/۱۱/۲۰ | دریاچه دوقلوی سیاه گاو                         | ایلام                        | شهرستان آبدانان - بخش سراب باغ - دهستان سراب باغ - روستای سیاه گاو                                                                                        |
| ۹۳        | ۱۳۸۹/۱۱/۲۰ | درخت کهنسال صنوبر نظرعلی                       | خراسان شمالی                 | شهرستان شیروان - بخش سرحد - دهستان جیرستان – روستای نظرعلی                                                                                                |
| ۹۴        | ۱۳۸۹/۱۱/۲۰ | درخت کهنسال ارس سرانی                          | خراسان شمالی                 | شهرستان شیروان - بخش سرحد - دهستان قوشخانه – روستای سرانی                                                                                                 |
| ۹۵        | ۱۳۸۹/۱۱/۲۰ | درخت چنار کهنسال حسن‌آباد چنارسوخته             | خراسان شمالی                 | شهرستان اسفراین - بخش مرکزی - دهستان روئین - روستای حسن‌آباد                                                                                               |
| ۹۶        | ۱۳۸۹/۱۱/۲۰ | درخت کهنسال ارس آرچه                           | خراسان شمالی                 | شهرستان گرمه – بخش مرکزی – دهستان گلستان – اراضی آرچه |
| ۹۷        | ۱۳۸۹/۱۱/۲۰ | درخت کهنسال چنار شوقان                         | خراسان شمالی                 | شهرستان جاجرم - بخش جلگه شوقان - شهر شوقان – میدان امام خمینی                                                                                             |
| ۹۸        | ۱۳۸۹/۱۱/۲۰ | غار پراو                                       | کرمانشاه                     | شهرستان کرمانشاه – بخش مرکزی – دهستان درود فرامان - روستای چالابه                                                                                         |
| ۹۹        | ۱۳۸۹/۱۱/۲۰ | سراب نجیوران                                   | کرمانشاه                     | شهرستان هرسین – بخش بیستون – دهستان چم چمال – روستای نجیوران                                                                                              |
| ۱۰۰       | ۱۳۸۹/۱۱/۲۰ | کوه سهیل                                       | کرمانشاه                     | شهرستان سنقر - بخش مرکزی - دهستان سراب – روستای آقبلاغ |
| ۱۰۱       | ۱۳۸۹/۱۱/۲۰ | دریاچه خضر نبی                                 | مازندران                     | شهرستان نوشهر - بخش کجور - دهستان زانوس رستاق – روستای نیمور                                                                                              |
| ۱۰۲       | ۱۳۸۹/۱۱/۲۰ | دریاچه زریوار                                  | کردستان                      | شهرستان مریوان – بخش مرکزی – شهر مریوان |
| ۱۰۳       | ۱۳۸۹/۱۱/۲۰ | کوه آبیدر                                      | کردستان                      | شهرستان سنندج – بخش مرکزی – شهر سنندج |
| ۱۰۴       | ۱۳۸۹/۱۱/۲۰ | درخت کهنسال سرو بهلگرد                         | خراسان جنوبی                 | شهرستان بیرجند – بخش مرکزی – دهستان باقران – روستای بهلگرد                                                                                                |
| ۱۰۵       | ۱۳۸۹/۱۱/۲۰ | درخت کهنسال زیتون‌های فسون                      | خراسان جنوبی                 | شهرستان بیرجند – خش خوسف – دهستان قلعه زری – روستای فسون                                                                                                  |
| ۱۰۶       | ۱۳۸۹/۱۱/۲۰ | درخت کهنسال چنار مزار سلطان تیمور              | خراسان جنوبی                 | شهرستان درمیان – بخش مرکزی – دهستان درمیان – روستای درمیان                                                                                                |
| ۱۰۷       | ۱۳۸۹/۱۱/۲۰ | درخت کهنسال چنار رزگ                           | خراسان جنوبی                 | شهرستان بیرجند - بخش مرکزی - دهستان باقران – روستای رزگ                                                                                                   |
| ۱۰۸       | ۱۳۸۹/۱۱/۲۰ | درخت کهنسال چنار دوشنگان                       | خراسان جنوبی                 | شهرستان درمیان - بخش مرکزی - دهستان درمیان – روستای محمدآباد بالا                                                                                         |
| ۱۰۹       | ۱۳۸۹/۱۱/۲۰ | چشمه وقت و ساعت                                | چهارمحال و بختیاری           | شهرستان شهرکرد- روستای شمس‌آباد |
| ۱۱۰       | ۱۳۸۹/۱۱/۲۰ | گل فشان تنگ کنارک                              | سیستان و بلوچستان            | شهرستان کنارک – بخش کهیر – دهستان کهیر - روستای چگردان لاش                                                                                                |
| ۱۱۱       | ۱۳۸۹/۱۱/۲۰ | کوهستان الوند                                  | همدان                        | شهرستان‌های همدان، تویسرکان و بهار |
| ۱۱۲       | ۱۳۸۹/۱۱/۲۰ | تالاب آق گل                                    | همدان                        | شهرستان ملایر – بخش جوکار – دهستان ترک شرقی – روستای اسلام‌آباد                                                                                            |
| ۱۱۳       | ۱۳۸۹/۱۱/۲۰ | کوه شاهو                                       | کرمانشاه                     | شهرستان پاوه – بخش مرکزی – شهر پاوه |
| ۱۱۴       | ۱۳۸۹/۱۱/۲۰ | جنگل ابر                                       | سمنان                        | شهرستان شاهرود - بخش بسطام - دهستان کلاته غربی – روستای ابر                                                                                               |
| ۱۱۵       | ۱۳۸۹/۱۱/۲۰ | ذخیره گاه جنگلی کاشتر                          | کردستان                      | شهرستان کامیاران - بخش مرکزی - دهستان ژاورود - روستای کاشتر                                                                                               |
| ۱۱۶       | ۱۳۸۹/۱۱/۲۰ | ذخیره گاه جنگلی ابوالمومن                      | کردستان                      | شهرستان سقز – بخش زیویه - دهستان گل تپه – روستای ابوالمؤمن                                                                                                |
| ۱۱۷       | ۱۳۸۹/۱۱/۲۰ | رودخانه کارون                                  | چهارمحال و بختیاری _ خوزستان | شهرستان کوهرنگ در استان چهارمحال و بختیاری _ استان خوزستان                                                                                                |
| ۱۱۸       | ۱۳۸۹/۱۱/۲۰ | رودخانه زاینده رود                             | چهارمحال و بختیاری _ اصفهان  | حوضه آبریز زاینده رود دارای ۲۶ هزار و ۹۱۷ کیلومتر مربع است که ۹۲٫۹ درصد آن در استان اصفهان و ۷٫۱ درصد در استان چهارمحال و بختیاری قرار دارد.              |
| ۱۱۹       | ۱۳۸۹/۱۱/۲۰ | جنگلهای حرا گواتر                              | سیستان و بلوچستان            | شهرستان چابهار - بخش دشتیاری - دهستان سند میر ثوبان - روستای گواتر                                                                                        |
| ۱۲۰       | ۱۳۸۹/۱۱/۲۰ | منظره طبیعی - فرهنگی کوهستان سبلان             | اردبیل                       | شهرستان مشگین‌شهر - بخش لاهرود |
| ۱۲۱       | ۱۳۸۹/۱۱/۲۰ | اثر طبیعی - تاریخی فسیلی مراغه                 | آذربایجان شرقی               | شهرستان مراغه – بخش مرکزی – دهستان سراجوی شمالی – روستای شلیلوند                                                                                          |
| ۱۲۲       | ۱۳۹۰/۱۰/۰۸ | درخت چنار کهنسال آذرشهر                        | آذربایجان شرقی               | آذرشهر |
| ۱۲۳       | ۱۳۹۰/۱۰/۰۸ | درخت چنار کهنسال روستای ارسی                   | آذربایجان شرقی               | روستای ارسی |
| ۱۲۴       | ۱۳۹۰/۱۰/۰۸ | درخت چنار کهنسال خامنه                         | آذربایجان شرقی               | خامنه |
| ۱۲۵       | ۱۳۹۰/۱۰/۰۸ | درخت چنار کهنسال اسکو                          | آذربایجان شرقی               | اسکو |
| ۱۲۶       | ۱۳۹۰/۱۰/۰۸ | درخت چنار کهنسال روستای زاویه                  | آذربایجان شرقی               | روستای زاویه |
| ۱۲۷       | ۱۳۹۰/۱۰/۰۸ | درخت چنار کهنسال زرآباد                        | قزوین                        | |
| ۱۲۸       | ۱۳۹۰/۱۰/۰۸ | منظر طبیعی بلور                                | مازندران                     | |
| ۱۲۹       | ۱۳۹۰/۱۰/۰۸ | رویشگاه درختان سرو کهنسال بانسرو               | ایلام                        | |
| ۱۳۰       | ۱۳۹۰/۱۰/۰۸ | درخت ارس کهنسال دیباج                          | سمنان                        | |
| ۱۳۱       | ۱۳۹۰/۱۰/۰۸ | درخت گردوی کهنسال کمان رستم                    | سمنان                        | |
| ۱۳۲       | ۱۳۹۰/۱۰/۰۸ | چنار سوخته شاهرود                              | سمنان                        | شاهرود |
| ۱۳۳       | ۱۳۹۰/۱۰/۰۸ | درخت چنار کهنسال امام زاده یحیی شهمیرزاد       | سمنان                        | امامزاده یحیی شهمیرزاد |
| ۱۳۴       | ۱۳۹۰/۱۰/۰۸ | درخت چنار کهنسال دوقلوی چاشم                   | سمنان                        | |
| ۱۳۵       | ۱۳۹۰/۱۰/۰۸ | غار افتر                                       | سمنان                        | |
| ۱۳۶       | ۱۳۹۰/۱۰/۰۸ | درخت گردوی کهنسال تویه                         | سمنان                        | |
| ۱۳۷       | ۱۳۹۰/۱۰/۰۸ | آبشار فدامی                                    | فارس                         | |
| ۱۳۸       | ۱۳۹۰/۱۰/۰۸ | درخت چنار کهنسال تیرونجان (یزدیان)             | فارس                         | |
| ۱۳۹       | ۱۳۹۰/۱۰/۰۸ | رویشگاه درختان سروکهنسال رستاق                 | فارس                         | |
| ۱۴۰       | ۱۳۹۰/۱۰/۰۸ | درخت کهنسال چنار برف دان                       | فارس                         | |
| ۱۴۱       | ۱۳۹۰/۱۰/۰۸ | درخت سرو کهنسال راز                            | خراسان شمالی                 | |
| ۱۴۲       | ۱۳۹۰/۱۰/۰۸ | درخت چنار کهنسال شیرین دره                     | خراسان شمالی                 | |
| ۱۴۳       | ۱۳۹۰/۱۰/۰۸ | درختان چنار کهنسال اسلام‌آباد                   | خراسان شمالی                 | |
| ۱۴۴       | ۱۳۹۰/۱۰/۰۸ | درختان چنار کهنسال کلانه جان                   | خراسان شمالی                 | |
| ۱۴۵       | ۱۳۹۰/۱۰/۰۸ | درخت سرو تبری کهنسال روستای اسفیدان            | خراسان شمالی                 | روستای اسفیدان |
| ۱۴۶       | ۱۳۹۰/۱۰/۰۸ | درخت ارس کهنسال عزیر آرچه تفتازان              | خراسان شمالی                 | |
| ۱۴۷       | ۱۳۹۰/۱۰/۰۸ | رویشگاه درختان ارس کهنسال قره نوده             | خراسان شمالی                 | |
| ۱۴۸       | ۱۳۹۰/۱۰/۰۸ | درخت ارس کهنسال اسطخری                         | خراسان شمالی                 | |
| ۱۴۹       | ۱۳۹۰/۱۰/۰۸ | درخت چنار کهنسال روستای زرده                   | کرمانشاه                     | روستای زرده |
| ۱۵۰       | ۱۳۹۰/۱۰/۰۸ | آبشار پیران                                    | کرمانشاه                     | |
| ۱۵۱       | ۱۳۹۰/۱۰/۰۸ | درخت بلوط کهنسال بیان دره                      | کردستان                      | |
| ۱۵۲       | ۱۳۹۰/۱۰/۰۸ | درخت زبان گنجشک کهنسال پیر محمد                | کردستان                      | |
| ۱۵۳       | ۱۳۹۰/۱۰/۰۸ | درخت سرو کهنسال فورگ                           | خراسان جنوبی                 | |
| ۱۵۴       | ۱۳۹۰/۱۰/۰۸ | درخت سرو کهنسال روستای گسک                     | خراسان جنوبی                 | روستای گسک |
| ۱۵۵       | ۱۳۹۰/۱۰/۰۸ | درخت بنه کهنسال روستای رچ                      | خراسان جنوبی                 | روستای رچ |
| ۱۵۶       | ۱۳۹۰/۱۰/۰۸ | مجموعه درختان کهنسال بنه قدمگاه بلنجیر         | خراسان جنوبی                 | |
| ۱۵۷       | ۱۳۹۰/۱۰/۰۸ | کفه نمکی بردسکن                                | خراسان رضوی                  | |
| ۱۵۸       | ۱۳۹۰/۱۰/۰۸ | رویشگاه قره قات سنقز                           | خراسان رضوی                  | |
| ۱۵۹       | ۱۳۹۰/۱۰/۰۸ | منظر طبیعی اخلمد                               | خراسان رضوی                  | |
| ۱۶۰       | ۱۳۹۰/۱۰/۰۸ | درخت سرو کهنسال نوقات                          | خراسان رضوی                  | |
| ۱۶۱       | ۱۳۹۰/۱۰/۰۸ | درخت سرو زربین کهنسال پیر سلی                  | خوزستان                      | |
| ۱۶۲       | ۱۳۹۰/۱۰/۰۸ | درخت چنار کهنسال دنیجرد                        | مرکزی                        | |
| ۱۶۳       | ۱۳۹۰/۱۰/۰۸ | درخت چنار کهنسال امامزاده قاسم روستای کهک      | مرکزی                        | امامزاده قاسم روستای کهک |
| ۱۶۴       | ۱۳۹۰/۱۰/۰۸ | درخت چنار کهنسال امامزاده قاسم روستای شاهواروق | مرکزی                        | امامزاده قاسم روستای شاهواروق |
| ۱۶۵       | ۱۳۹۰/۱۰/۰۸ | درخت چنار کهنسال ششناو                         | مرکزی                        | |
| ۱۶۶       | ۱۳۹۰/۱۰/۰۸ | درخت چنار کهنسال وقف محله                      | مرکزی                        | |
| ۱۶۷       | ۱۳۹۰/۱۰/۰۸ | آبشار کمر دوغ                                  | کهگیلویه و بویر احمد         | |
| ۱۶۸       | ۱۳۹۰/۱۰/۰۸ | درخت سرو کهنسال لار                            | کهگیلویه و بویر احمد         | |
| ۱۶۹       | ۱۳۹۰/۱۰/۰۸ | آبشار چکان                                     | لرستان                       | |
| ۱۷۰       | ۱۳۹۰/۱۰/۰۸ | مجموعه تالاب‌های تنگ فنی                        | لرستان                       | |
| ۱۷۱       | ۱۳۹۰/۱۰/۰۸ | زئوپارک قشم                                    | هرمزگان                      | |
| ۱۷۲       | ۱۳۹۰/۱۰/۰۸ | غار نمکی 3N                                    | هرمزگان                      | |
| ۱۷۳       | ۱۳۹۰/۱۰/۰۸ | چاهکوه                                         | هرمزگان                      | |
| ۱۷۴       | ۱۳۹۰/۱۰/۰۸ | دره ستاره‌ها                                    | هرمزگان                      | |
| ۱۷۵       | ۱۳۹۰/۱۰/۰۸ | خلیج دلفین‌ها                                   | هرمزگان                      | |
| ۱۷۶       | ۱۳۹۰/۱۰/۰۸ | منطقه تخم‌گذاری لاک‌پشت‌ها (شیب دراز)             | هرمزگان                      | |
| ۱۷۷       | ۱۳۹۰/۱۰/۰۸ | تالاب پرندگان دوکوهک                           | هرمزگان                      | |
| ۱۷۸       | ۱۳۹۰/۱۰/۰۸ | جزیره ناز                                      | هرمزگان                      | |
| ۱۷۹       | ۱۳۹۰/۱۰/۰۸ | زیستگاه حشره خوار کوتوله                       | هرمزگان                      | |
| ۱۸۰       | ۱۳۹۰/۱۰/۰۸ | آبشار شاهندشت                                  | مازندران                     | |
| ۱۸۱       | ۱۳۹۰/۱۰/۰۸ | چشمه استخر پشت (دریاچه استخر پشت)              | مازندران                     | شهرستان آمل-۶۵ کیلومتری شهر آمل |
| ۱۸۲       | ۱۳۹۰/۱۰/۰۸ | آبشار شارشار                                   | خراسان شمالی                 | |
| ۱۸۳       | ۱۳۹۰/۱۰/۰۸ | چشمه آبگرم مهمانک                              | خراسان شمالی                 | |
| ۱۸۴       | ۱۳۹۰/۱۰/۰۸ | مجموعه درختان باغ چل گردو                      | کردستان                      | |
| ۱۸۵       | ۱۳۹۰/۱۰/۰۸ | چشمه معدنی بابا گرگر                           | کردستان                      | |
| ۱۸۶       | ۱۳۹۰/۱۰/۰۸ | درخت بنه کهنسال یکه درخت                       | خراسان جنوبی                 | |
| ۱۸۷       | ۱۳۹۰/۱۰/۰۸ | چشمه‌های قیر                                    | خوزستان                      | |
| ۱۸۸       | ۱۳۹۰/۱۰/۰۸ | تشکوه                                          | خوزستان                      | |
| ۱۸۹       | ۱۳۹۰/۱۰/۰۸ | درخت چنار کهنسال روستای زوارم                  | خراسان شمالی                 | روستای زوارم |
| ۱۹۰       | ۱۳۹۳/۰۳/۱۷ | چشمه‌های جوشان آهکی توران پشت                   | یزد                          | شهرستان تفت - بخش مرکزی - دهستان دهشیر - روستای توران پشت                                                                                                 |

| شماره ترتیب | تاریخ ثبت  | نام اثر (جدید)                                         | استان        | نشانی اثر                                                                   |
| ----------- | ---------- | ------------------------------------------------------ | ------------ | --------------------------------------------------------------------------- |
| ۱۹۱         | ۱۳۹۳/۰۳/۲۱ | درخت کهنسال ارس توم                                    | خراسان شمالی |                                                                             |
| ۱۹۲         | ۱۳۹۳/۰۳/۲۱ | درخت کهنسال گردو کپان‌لو                                | خراسان شمالی |                                                                             |
| ۱۹۳         | ۱۳۹۳/۰۳/۲۱ | درختان چنار بش‌قارداش                                   | خراسان شمالی |                                                                             |
| ۱۹۴         | ۱۳۹۳/۰۳/۲۱ | چشمه قصر یعقوب                                         | فارس         | روستای قصر یعقوب                                                            |
| ۱۹۵         | ۱۳۹۳/۰۵/۲۹ | چشمه مرتضی علی                                         | خراسان جنوبی | دهستان گلشن - بخش مرکزی شهرستان طبس - در فاصلهٔ ۳ کیلومتری شمال روستای «خرو» |
| ۱۹۶         | ۱۳۹۳/۰۵/۲۹ | درخت سرو کهن‌سال روستای زول                             | خراسان جنوبی | روستای زول - شهرستان قائن                                                   |
| ۱۹۷         | ۱۳۹۳/۰۵/۲۹ | درخت سرو کهن‌سال دره تلخیک                              | خراسان جنوبی | روستای زول - شهرستان قائن                                                   |
| ۱۹۸         | ۱۳۹۳/۰۵/۳۰ | آبشارهای شیرآباد                                       | گلستان       | جنوب شهر خان ببین از توابع شهرستان رامیان                                   |
| ۱۹۹         | ۱۳۹۳/۰۶/۰۵ | آبشار تله گز                                           | کرمان        | شهر کرمان                                                                   |
| ۲۰۰         | ۱۳۹۳/۰۶/۰۵ | آبشار گزو                                              | مازندران     |                                                                             |
| ۲۰۱         | ۱۳۹۳/۰۶/۰۵ | آبشار ارم                                              | مازندران     |                                                                             |
| ۲۰۲         | ۱۳۹۳/۰۶/۰۵ | دریاچه شورمست                                          | مازندران     |                                                                             |
| ۲۰۳         | ۱۳۹۳/۱۰/۲۹ | آبشار شوی دزفول                                        | خوزستان      | شهرستان دزفول - بخش شهیون - روستای شوی                                      |
| ۲۰۴         | ۱۳۹۵/۰۴/۰۷ | هفت درخت کهنسال چنار، سرو و گز با قدمت ۱۷۰ تا ۱۵۰۰ سال | خراسان جنوبی | واقع در شهرهای قائن، طبس                                                    |
| ۲۰۵         | ۱۳۹۶/۰۴/۲۷ | چنار کهن‌سال سُنقرآباد                                   | البرز        | شهرستان ساوجبلاغ                                                            |
| ۲۰۶         | ۱۳۹۹/۱۰/۰۸ | سرو زیبد                                               | خراسان رضوی  |                                                                             |
| ۲۰۷         | ۱۳۹۳/۰۸/۲۸ | چنار کهنسال سیردان                                     | قزوین        | شهر سیردان - بخش طارم سفلی - شهرستان قزوین                                  |
| ۷۳۲         | ۱۳۹۹/۰۴/۰۷ | آبگرم خلیل‌آباد                                         | خراسان رضوی  | شهرستان خلیل‌آباد، ۱۳ کیلومتری شهر خلیل‌آباد                                  |
| ۷۳۷         | ۱۳۹۹/۰۴/۰۷ | چنار بیجورد                                            | خراسان رضوی  | شهرستان بردسکن، روستای بیجورد                                               |
| ۷۳۸         | ۱۳۹۹/۰۴/۰۷ | چنار هدک                                               | خراسان رضوی  | شهرستان بردسکن، روستای هدک                                                  |
| ۷۴۰         | ۱۳۹۹/۰۴/۰۷ | سرو زوبین هدک                                          | خراسان رضوی  | شهرستان بردسکن، روستای هدک                                                  |
| ۱۰۱۸        | ۱۴۰۰/۱۲/۲۳ | سرو باغ‌مزار                                            | خراسان رضوی  | شهر کاشمر، در نزدیکی امامزاده سید حمزه                                      |
| ۱۱۰۲        | ۱۴۰۲/۰۶/۰۷ | دره چال کندی                                           | خوزستان      | شهرستان دزفول                                                               |
| ۱۱۰۴        | ۱۴۰۲/۰۶/۰۷ | دره توبیرون                                            | خوزستان      | شهرستان دزفول بخش سردشت                                                     |
| ۱۱۰۵        | ۱۴۰۲/۰۶/۰۷ | دره کول خرسون                                          | خوزستان      | شهرستان دزفول بخش شهیون                                                     |
| ۱۱۰۶        | ۱۴۰۲/۰۶/۰۷ | دریاچه سد دز                                           | خوزستان      | شهرستان دزفول                                                               |